# 지배인
지배인(支配人.영어: Manager)은 회사의 사용인 중에서 주인을 대신하여 영업에 관한 모든 것을 지시하고 감독하는 최고 책임자를 뜻한다. 대한민국의 상법에서는 "지배인은 영업주에 갈음하여 그 영업에 관한 재판상 또는 재판 외의 모든 행위"를 할 수 있는 권한이 있다(제11조 1항)고 명시되어 있다.

## 관련 상법 조문
제10조 (지배인의 선임) 상인은 지배인을 선임하여 본점 또는 지점에서 영업을 하게 할 수 있다.
제11조 (지배인의 대리권)
① 지배인은 영업주에 갈음하여 그 영업에 관한 재판상 또는 재판외의 모든 행위를 할 수 있다.

② 지배인은 지배인이 아닌 점원 기타 사용인을 선임 또는 해임할 수 있다.

③ 지배인의 대리권에 대한 제한은 선의의 제3자에게 대항하지 못한다.

제12조 (공동지배인) 

① 상인은 수인의 지배인에게 공동으로 대리권을 행사하게 할 수 있다.

② 전항의 경우에 지배인 1인에 대한 의사표시는 영업주에 대하여 그 효력이 있다.
제13조 (지배인의 등기) 상인은 지배인의 선임과 그 대리권의 소멸에 관하여 그 지배인을 둔 본점 또는 지점소재지에서 등기하여야 한다. 전조제1항에 규정한 사항과 그 변경도 같다.

## 숙박업
- 호텔 지배인: 호텔의 모든 업무를 총괄하는‘호텔총지배인’과‘객실지배인’, ‘식음료부지배인’,‘ 연회부지배인’등 각 부서의 장으로 나뉜다.[3]
- 욕탕업 지배인: 작은 목욕탕에는 없지만, 큰 목욕탕의 경우 살림을 맡아보는 지배인이 있다.

## 표현지배인
표현지배인은 영업주가 외관상 지배인으로 보이는 명칭의 사용을 명시적으로 허락한 경우뿐만 아니라 묵시적으로 사용을 허락한 경우도 인정된다. 이 제도는 거래의 안전을 보호하기 위해 존재한다. 표현지배인의 행위란 재판 외의 행위만을 의미하며, 재판상의 행위를 의미하지 않는다. 지배인으로 인정될 만한 명칭과 표현지배인 성립의 요건으로서 영업소의 실질을 구비해야 한다. 판례는 보험회사의 영업소장을 표현지배인으로 보지 않았다. 표현지배인의 법리는 독일법계의 외관주의법리 또는 영미법계의 금반언의 법리에 기반하고 있다.

### 요건

#### 외관존재
1. 지배인으로 인정될 만한 명칭
2. 영업소의 실질구비

#### 외관부여
1. 명칭사용의 영업주 허락
2. 허락기관

#### 외관신뢰
1. 신뢰대상
2. 신뢰정도

## 판례
- 지배인은 영업주에 갈음하여 그 영업에 관한 재판상 또는 재판 외의 모든 행위를 할 수 있고, 지배인의 대리권에 대한 제한은 선의의 제3자에게 대항하지 못하며, 여기서 지배인의 어떤 행위가 영업주의 영업에 관한 것인가의 여부는 지배인의 행위 당시의 주관적인 의사와는 관계없이 그 행위의 객관적 성질에 따라 추상적으로 판단되어야 한다.[5]
- 지배인의 어떤 행위가 그 객관적 성질에 비추어 영업주의 영업에 관한 행위로 판단되는 경우에 지배인이 영업주가 정한 대리권에 관한 제한 규정에 위반하여 한 행위에 대하여는 제3자가 위 대리권의 제한사실을 알고 있었던 경우뿐만 아니라 알지 못한 데에 중대한 과실이 있는 경우에도 영업주는 그러한 사유를 들어 상대방에게 대항할 수 있고, 이러한 제3자의 악의 또는 중대한 과실에 대한 주장, 입증책임은 영업주가 부담한다[6]
- 표현지배인은 진정한 지배인과 동일한 권한이 있는 것으로 의제되므로 영업주는 상대방에게 '거래상' 책임을 진다. 상대방에게 과실이 있더라도 과실상계의 법리가 유추적용되지 않는다[7]
- 제약회사의 지방 분실장이 자신의 개인적 목적을 위하여 대표이사의 배서를 위조하여 어음을 할인한 경우, 표현지배인의 성립이 인정된다[8]
- [1] 상법 제14조 제1항 소정의 표현지배인이 성립하려면 당해 사용인의 근무 장소가 상법상의 영업소인 '본점 또는 지점'의 실체를 가지고 어느 정도 독립적으로 영업 활동을 할 수 있는 것임을 요하고, 본·지점의 기본적인 업무를 독립하여 처리할 수 있는 것이 아니라 단순히 본·지점의 지휘·감독 아래 기계적으로 제한된 보조적 사무만을 처리하는 영업소는 상법상의 영업소인 본·지점에 준하는 영업 장소라고 볼 수 없다.[9]

## 같이 보기
- 대한민국 상법 제10조
- 대한민국 상법 제11조
- 대한민국 상법 제13조
- 대한민국 상법 제14조
- 상업사용인
- 표현지배인
- 표현대리